# 托马斯·柯利
托马斯·M·柯利（英語：Thomas M. Curley，1976年5月16日—），美国现场混音师。他因爆裂鼓手赢得了奥斯卡最佳音响效果奖和英国电影和电视艺术学院奖

## 传记
托马斯·M·柯利出生于纽约州特洛伊，1994年毕业于神恩德豪瓦高中，2001年毕业于纽约州立大学水牛城分校，获得电影研究学士学位。柯利自2003年以来一直是戏剧舞台雇员国际联盟Local 695的成员。2008年，他进入电影音频协会，然后在2015年进入美国电影艺术与科学学会。

## 部分影视作品
- Current TV（英语：Current TV） (2005-2007)
- D-War（英语：D-War） (2007)
- 好景当前（英语：The Spectacular Now） (2013)
- 爆裂鼓手 (2014)[2]
- 纪念进行时（英语：Documentary Now!） (2015)
- 威尼斯往事（英语：Once Upon a Time in Venice） (2017)
- 如何成为拉丁情人（英语：How to Be a Latin Lover） (2017)
- 查帕奎迪克（英语：Chappaquiddick (film)） (2017)